# Uporovói járás

Az Uporovói járás a Tyumenyi területen

Az Uporovói járás (oroszul Упоровский район) Oroszország egyik járása a Tyumenyi területen. Székhelye Uporovo.

## Népesség
- 1989-ben 22 159 lakosa volt.
- 2002-ben 20 865 lakosa volt, melyből 18 551 orosz, 802 német, 512 kazah, 241 ukrán, 135 tatár, 133 csuvas, 81 örmény, 79 ingus, 51 fehérorosz, 43 udmurt stb.
- 2010-ben 20 662 lakosa volt, melyből 17 431 orosz, 637 német, 520 kazah, 154 ukrán, 125 örmény, 121 tatár, 97 csuvas, 56 ingus, 33 udmurt, 27 fehérorosz stb.